# Guerra di al-Basus

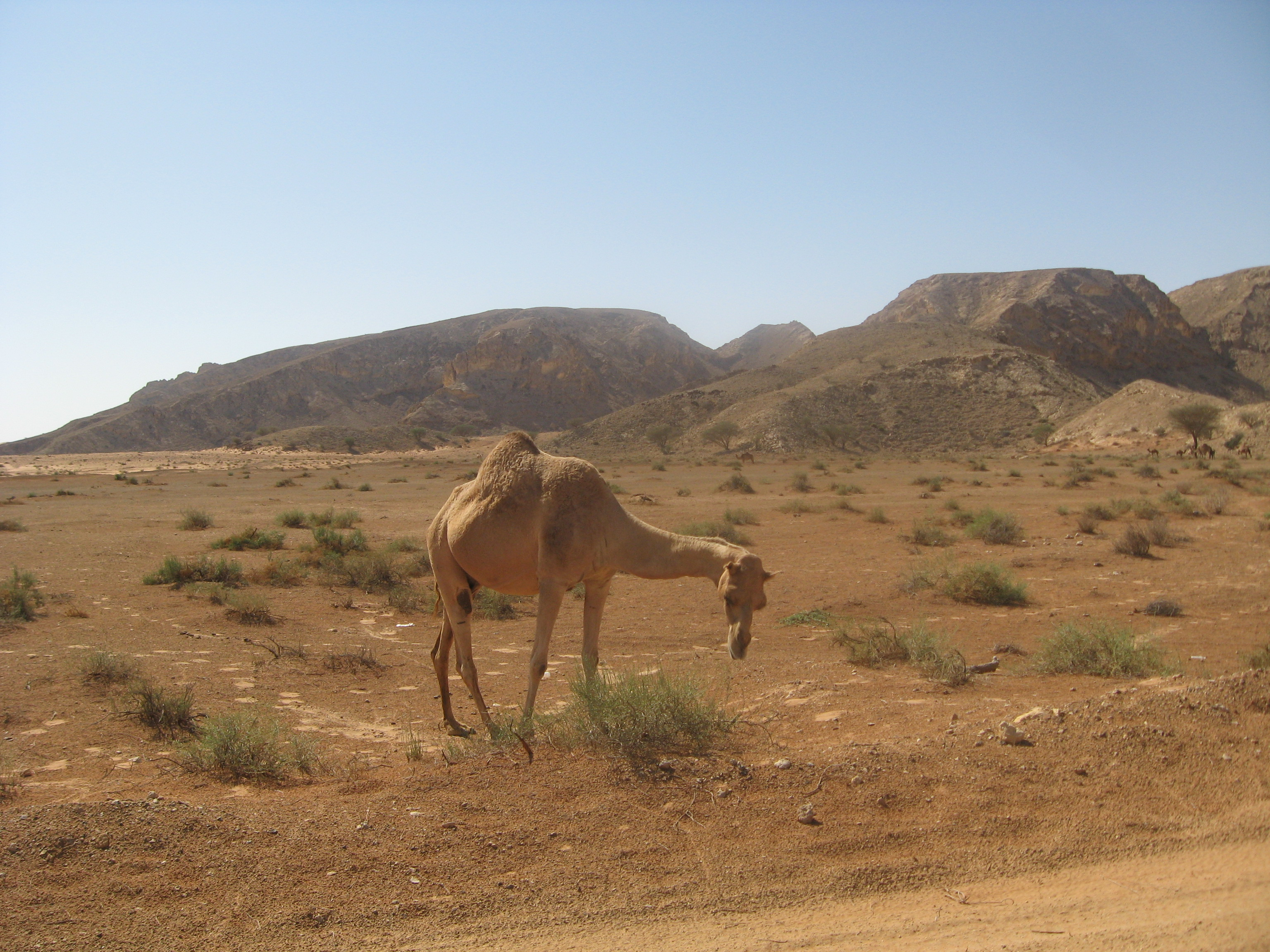
Un dromedario in Arabia

La Guerra di al-Basūs (in arabo حرب البسوس‎?, ḥarb al-Basūs) o Giorno di al-Basūs (in arabo ﻳﻮﻢ البسوس‎?, yawm al-Basūs), parte degli Ayyām al-ʿArab, si riferisce a un conflitto svoltosi in età preislamica, che si vuole sia durato 40 anni - articolato in diversi "Giorni" - tra le due tribù arabe (originariamente apparentate), provocata dall'uccisione di una dromedaria (nāqa) di proprietà di un uomo chiamato Saʿd ibn Shams, una persona che si trovava sotto la protezione accordatagli da una donna di nome "al-Basūs". 
Al-Basūs considerò l'avvenuto come un grave insulto al suo onore, innescando una catena di eventi cruenti che condusse a una vera e propria guerra. Le tribù dei Banu Taghlib e dei Bakr combatterono addirittura per quasi 40 anni (dal 494 al 534 d.C.), con una inesauribile serie di uccisioni e vendette. In varie parti del mondo arabo attuale, la guerra di al-Basūs è legata ad aforismi riguardanti l'esortazione a non far ricorso alla vendetta.

## Gli avvenimenti
La storia cominciò ben prima della comparsa dell'età islamica in Arabia, quando una donna di nome al-Basūs si recò in visita da sua nipote, Jalīla bint Murra, e dal figlio di questa, Jassās ibn Murra al-Shaybānī, tutti della tribù dei Banu Bakr ibn Wa'il.
Jalīla era sposata con Kulayb, capo della tribù dei Taghlib, noto per il suo sentimento accesamente geloso delle sue proprietà. Egli vide sul suo terreno la dromedaria, a lui sconosciuta, appartenente ad al-Basūs e la colpì con una freccia. 

Al-Basūs s'infuriò e si lamentò vistosamente dell'accaduto con suo nipote, ritenendosi gravemente insultata. Jassās, incollerito a sua volta a causa delle espressioni adirate di sua zia, si recò dal capo dei Taghlib (che era suo cognato) e lo colpì con una lancia sulla schiena: un segno di viltà e di slealtà anche agli occhi degli antichi Arabi. 
Jassās s'intimorì per quanto aveva fatto e scappò via. ʿAmr - o ʿUmar - (amico di Jassās) rimase sul posto. Kulayb chiese acqua, ma ʿAmr scosse la testa intimorito, e seguì anzi l'amico, prendendo la fuga. 
Kulayb rimase nella steppa per un'ora, invocando aiuto, moribondo. Dopo 30 minuti in cui procedette nella boscaglia, s'imbatté in un pastore che gli dette l'acqua. Kulayb gli chiese di vedere se la ferita fosse mortale ma il pastore rifiutò. 
Kulayb lo forzò a ubbidire, cosa che il pastore fece, informandolo che in effetti la ferita ricevuta era quasi certamente fatale. La cosa fece uscire Kulayb di senno, tanto da fargli invocare il suo dio che lo vendicasse dei danni dei Bakr e di Jassās, dopodiché si afferma che avesse recitato al pastore una poesia in cui chiedeva al fratello Muhalhil, detto al-Zīr Sālim, di vendicarlo ma qualcuno dice che avesse usato il suo proprio sangue per tracciare in arabo su una parete rocciosa le sue indicazioni di volontà affinché la vendetta fosse compiuta da suo fratello, al-Zīr Sālim.
Ciò scatenò la guerra tra le due tribù dei Taghlib e dei Bakr. Più tardi, in quell'anno, un alleato (ḥalīf) dei Bakr, un capo tribù di nome al-Ḥārith ibn ʿAbbād, riflettendo sul fatto che non voleva trascinare se stesso e la sua tribù in una guerra insensata, prese l'iniziativa di fermare quel versamento di sangue inviando suo figlio, ʿUjayr, al nuovo capo dei Taghlib e fratello del defunto Kulayb, al-Muhalhil, noto anche col soprannome di al-Zīr Sālem, al fine di concludere una tregua.
 
Una tradizione vuole che al-Ḥārith avesse invece spedito una persona di grande rilievo perché fosse pronto a sacrificare se stesso pur di appianare la situazione e scansare la guerra tra le parti. Ma, inaspettatamente, ben lungi dalla tradizione e dall'etica comportamentale in vigore, al-Muhalhil uccise ʿUjayr (o l'altra persona). Il padre di ʿUjayr, in lutto, recitò un poema di ben 40 versi, constatando che egli era da quel momento in guerra contro i Taghlib. Ordinò quindi ai suoi uomini di radersi la testa e tagliò la criniera e la coda del suo cavallo, inaugurando una tradizione che tra gli Arabi sarebbe rimasta a significare il profondo dolore che si sarebbe potuto placare solo con la vendetta. 
Al-Ḥārith avrebbe pronunciato allora la sua famosa frase «non parlerò coi Taghlib finché la terra non parlerà con me», come a dire mai!

## Leggenda e storia
Dietro questa ostilità si può scorgere l'intento del re lakhmide di al-Hira, al-Mundhir III ibn Imru' al-Qays (m. 554), di imporre una tregua ai due potenti gruppi tribali, nell'intento di portarli all'obbedienza nei suoi confronti e al versamento di congrui tributi, essenzialmente in merci e animali.